# Élisée Domercq
Pour les articles homonymes, voir Domercq.

a Compétitions nationales et continentales officielles uniquement.

b Matchs officiels uniquement.
Élisée Domercq, né le 9 août 1905 à Bellocq et mort le 21 juin 1986 à Gelos, est un joueur de rugby à XV et de rugby à XIII international français, évoluant au poste de pilier.
Il pratique le rugby à XV à la Section paloise au début des années 1930. En 1934, il décide de changer de code de rugby et rejoint André Rousse et François Récaborde à Pau XIII, en devient capitaine.
Domercq connaît la joie d'une sélection en équipe de France le 2 janvier 1938 contre l'Australie

## Biographie
Formé au Stade Salisien de Jacques Dufourcq, Élisée Domercq s'impose comme l'un des joueurs les plus brillants de ce club de Troisième série. Domerc rejoint les rangs de la Section paloise en 1925. Avec les sectionnistes, Domercq prend part au titre du Championnat de France de rugby à XV en 1928, mais n'est pas titulaire en finale, sous le capitanat d'Albert Cazenave.
En 1931, lors d'un match à Bordeaux, Domercq se rend coupable d'un coup de pied sur l'arbitre, attribué à tort à François Récaborde, et provoque indirectement la radiation de son coéquipier de la FFR. En effet l'arbitre M. Lahitte considère, à tort, que Récaborde était l'auteur d'un coup de pied sur lui. Elisée Domercq, écrivit à la Fédération, mais la suspension de Récaborde fut maintenue, provoquant son départ au rugby à XIII.
Récaborde, joueur promis à une brillante carrière en rugby à XV, se voit contraint d'abandonner le sport et de rejoindre le rugby à XIII, fondant le club de Pau XIII,.
Domercq rejoint le nouveau club et connaît son unique sélection en équipe de France de rugby à XIII le 2 janvier 1938 contre l'Australie aux côtés de son ex coéquipier de la Section, André Rousse. Ce jour-là, l'équipe de France compte dans ses rangs des joueurs de la trempe de Max Rousié, Sylvain Bès, ou François Noguères.

## Palmarès

### En tant que joueur de rugby à XV
- Collectif :
  - Vainqueur du Championnat de France : 1928[8] (Pau).

### Détails en sélection
| Matchs internationaux d'Élisée Domercq en rugby à XIII | Matchs internationaux d'Élisée Domercq en rugby à XIII | Matchs internationaux d'Élisée Domercq en rugby à XIII | Matchs internationaux d'Élisée Domercq en rugby à XIII | Matchs internationaux d'Élisée Domercq en rugby à XIII | Matchs internationaux d'Élisée Domercq en rugby à XIII | Matchs internationaux d'Élisée Domercq en rugby à XIII | Matchs internationaux d'Élisée Domercq en rugby à XIII | Matchs internationaux d'Élisée Domercq en rugby à XIII | Matchs internationaux d'Élisée Domercq en rugby à XIII | Matchs internationaux d'Élisée Domercq en rugby à XIII | Matchs internationaux d'Élisée Domercq en rugby à XIII |
|                                                        | Date                                                   | Adversaire                                             | Résultat                                               | Compétition                                            | Poste                                                  | Points                                                 | Essais                                                 | Pen.                                                   | Drops                                                  |                                                        |                                                        |
| ------------------------------------------------------ | ------------------------------------------------------ | ------------------------------------------------------ | ------------------------------------------------------ | ------------------------------------------------------ | ------------------------------------------------------ | ------------------------------------------------------ | ------------------------------------------------------ | ------------------------------------------------------ | ------------------------------------------------------ | ------------------------------------------------------ | ------------------------------------------------------ |
| sous les couleurs de la France                         |                                                        |                                                        |                                                        |                                                        |                                                        |                                                        |                                                        |                                                        |                                                        |                                                        |                                                        |
| 1.                                                     | 2 janvier 1938                                         | Australie                                              | 6-35                                                   | Test match                                             | Pilier                                                 | -                                                      | -                                                      | -                                                      | -                                                      |                                                        |                                                        |